# Sainte-Marie-à-Py
Sainte-Marie-à-Py è un comune francese di 203 abitanti situato nel dipartimento della Marna nella regione del Grand Est.

## Società

### Evoluzione demografica
Abitanti censiti